# Pissarello (Bereguardo)
Pissarello era una frazione del comune di Bereguardo in provincia di Pavia posta a sud del centro abitato, sulle rive del Ticino, fiume che la spazzò via durante una piena. Nei suoi paraggi rimane solo un ponte di barche.

## Storia
Pissarello (CC G711), luogo posto sul Ticino (un altro Pissarello si trova sul Po presso Belgioioso) e un tempo importante per il trasbordo delle merci dal fiume al Naviglio di Bereguardo, fu comune autonomo fino al 1872. Si trovava all'incirca presso il ponte dell'autostrada, e fu distrutto da un'alluvione. Nel XVIII secolo era feudo dei Visconti di Fontaneto

## Società

### Evoluzione demografica
- 163 nel 1751
- 97 nel 1805
- 280 nel 1861[3]